# Odontadenia puncticulosa
Odontadenia puncticulosa är en oleanderväxtart som först beskrevs av Richard, och fick sitt nu gällande namn av August Adriaan Pulle. Odontadenia puncticulosa ingår i släktet Odontadenia och familjen oleanderväxter. Inga underarter finns listade i Catalogue of Life.